# Gospodarska zbornica Slovenije
Gospodarska zbornica Slovenije (kratica GZS) je nevladna organizacija, ki zastopa interese slovenskega gospodarstva. Deluje kot informativni organ v okviru gospodarsko-poslovnih storitev in ščiti interese članov slovenskega gospodarstva na področju gospodarske politike. Od 2021 je njen predsednik Tibor Šimonka.
Njen sedež leži na Dimičevi ulici 13 v Bežigradu v Ljubljani. Poslopje je leta 1999 zasnovala arhitekturna pisarna Sadar + Vuga.